# Давид ди Донателло 1960
5-я церемония вручения наград премии «Давид ди Донателло» состоялась 31 июля 1960 года, в Театре в Тавромении.

## Номинанты и победители

### Лучшая режиссуру
- Федерико Феллини — Сладкая жизнь

### Лучший продюсер
- Дино Де Лаурентис — Большая война (ex aequo)
- Ален Пуаре и Морис Эргас — Генерал Делла Ровере (ex aequo)

### Лучшая мужская роль
- Витторио Гассман — Большая война (ex aequo)
- Альберто Сорди — Большая война (ex aequo)

### Лучшая иностранная актриса
- Одри Хепбёрн — История монахини

### Лучший иностранный актёр
- Кэри Грант — На север через северо-запад

### Targa d’oro
- 20th Century Fox
- Джузеппе Амато
- Григорий Чухрай
- Анджело Риццоли
- Элизабет Тейлор
- Густаво Ломбардо